# Bölscheøya
La Bölscheøya és una illa situada a l'arxipèlag Svalbard, Noruega. L'illa va ser anomenada així el 1868 pel geògraf alemany August Petermann (1822-1878) en referència al periodista alemany Carl Bölsche, pare de l'escriptor i zoòleg alemany Wilhelm Bölsche (1843-1893). Les restes d'una estació balenera holandesa del segle xvii es poden trobar a l'illa.